# 1452

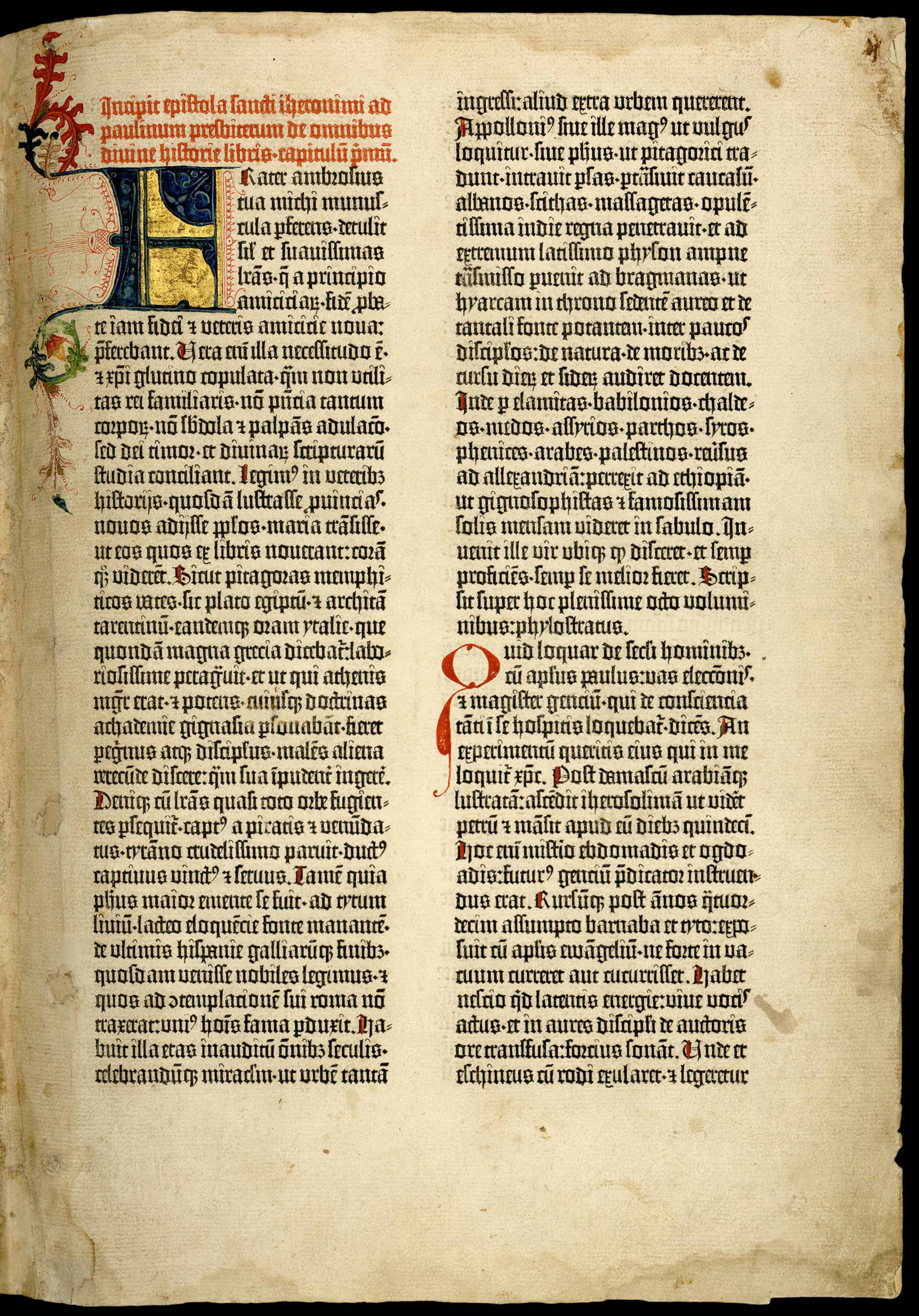
Gutenberg-bijbel

Het jaar 1452 is het 52e jaar in de 15e eeuw volgens de christelijke jaartelling.

## Gebeurtenissen
januari
- 5 - Paus Nicolaas V vaardigt de bul Dum diversas uit, waarin Portugal het recht op verovering en onderwerping van ongelovigen in Afrika krijgt.

maart
- 15 - Frederik III wordt tot keizer gekroond.
- 16 - Frederik III huwt Eleonora van Portugal

mei
- 18 - Slag bij Lokeren tussen hertog Filips de Goede en de stad Gent: Gentse overwinning.
- 25 - Slag bij Nevele in de Gentse Opstand: De Bourgondiërs lijden grote verliezen, mogelijk na een aanvankelijke overwinning.
- 25 mei - Stadsbrand van Amsterdam: Grootste stadsbrand in de geschiedenis van Amsterdam, ongeveer 2/3 van de stad wordt verwoest.
- 31 - Filips de Goede verklaart Gent formeel de oorlog.

juni
- 16 - Slag bij Bazel: Filips de Goede verslaat met een oppermachtig leger de Gentenaren

juli
- 25 - paltsgraaf Stefan van Palts-Simmern-Zweibrücken doet afstand van Homburg na een oorlogje met Johan II van Nassau-Saarbrücken.

oktober
- 17 - De Engelsen onder John Talbot landen bij Bordeaux. De stad opent haar poorten en heet de Engelsen welkom.

zonder datum
- Borso d'Este, markgraaf van Ferrara wordt verheven tot hertog van Modena en Reggio verheven.
- Stichting van de Universiteit van Valence
- Begin van de druk van de Gutenberg-bijbel (jaartal bij benadering)

## Kunst

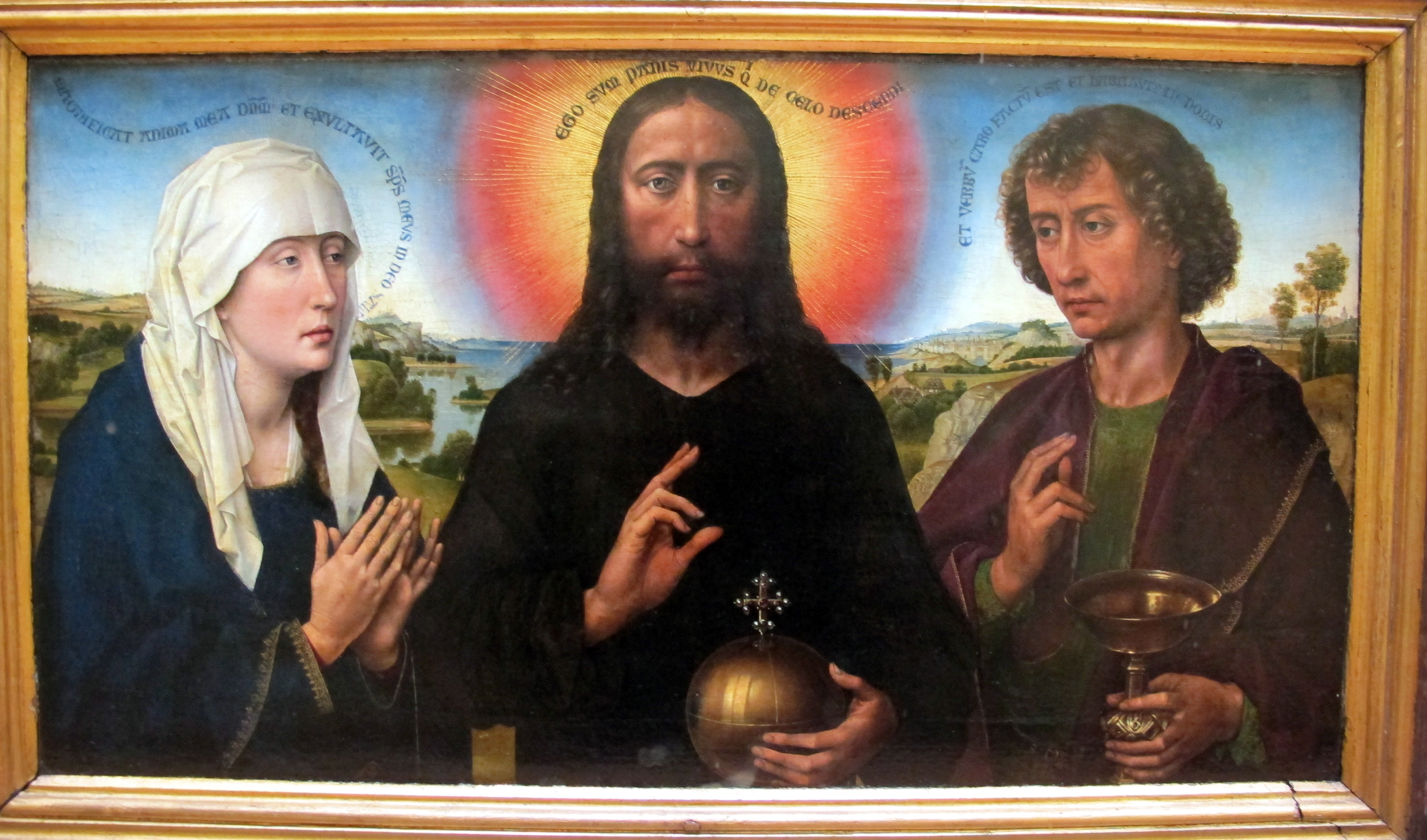
Rogier van der Weyden: Braque-triptiek (middenpaneel)
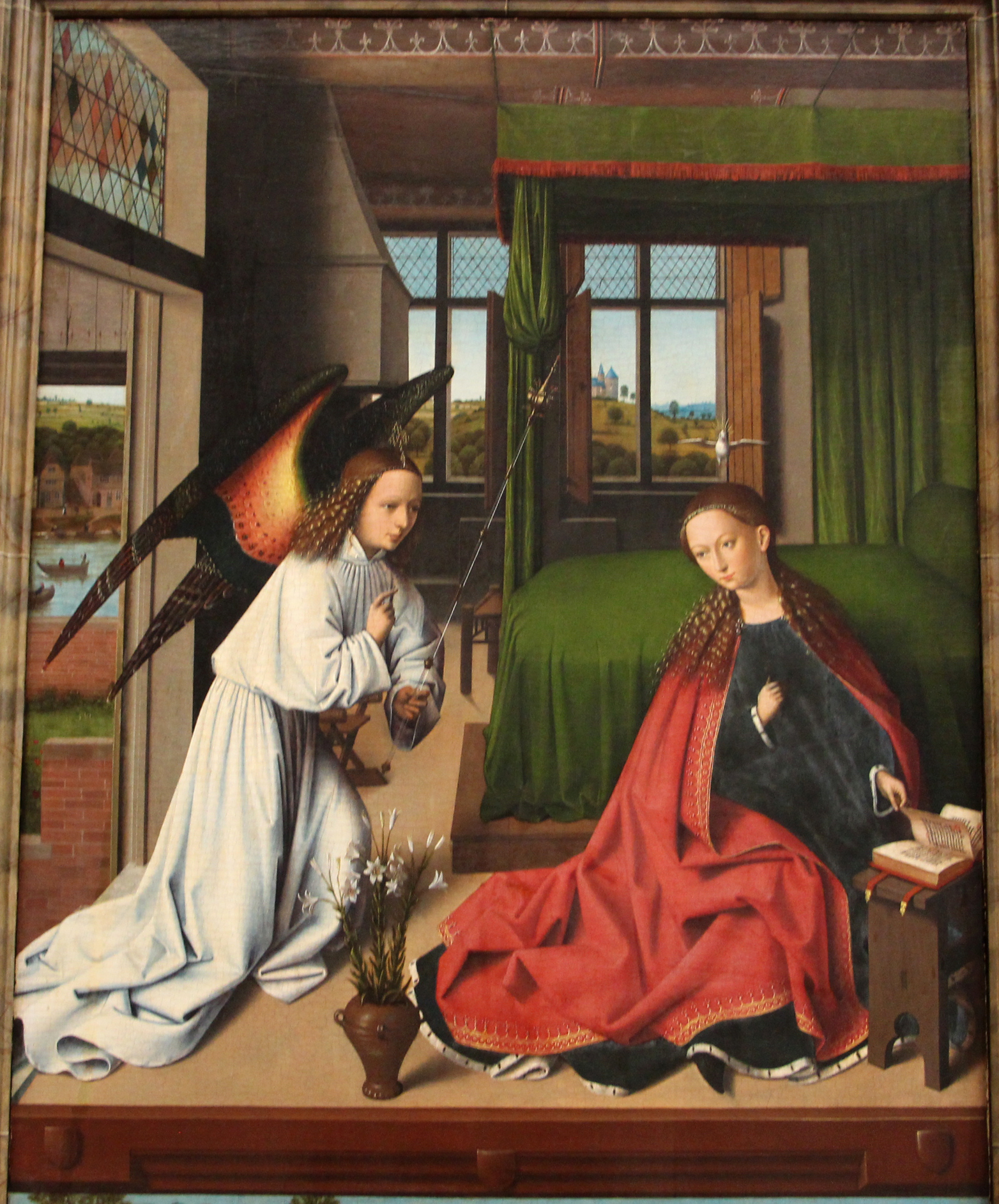
Petrus Christus: De annunciatie
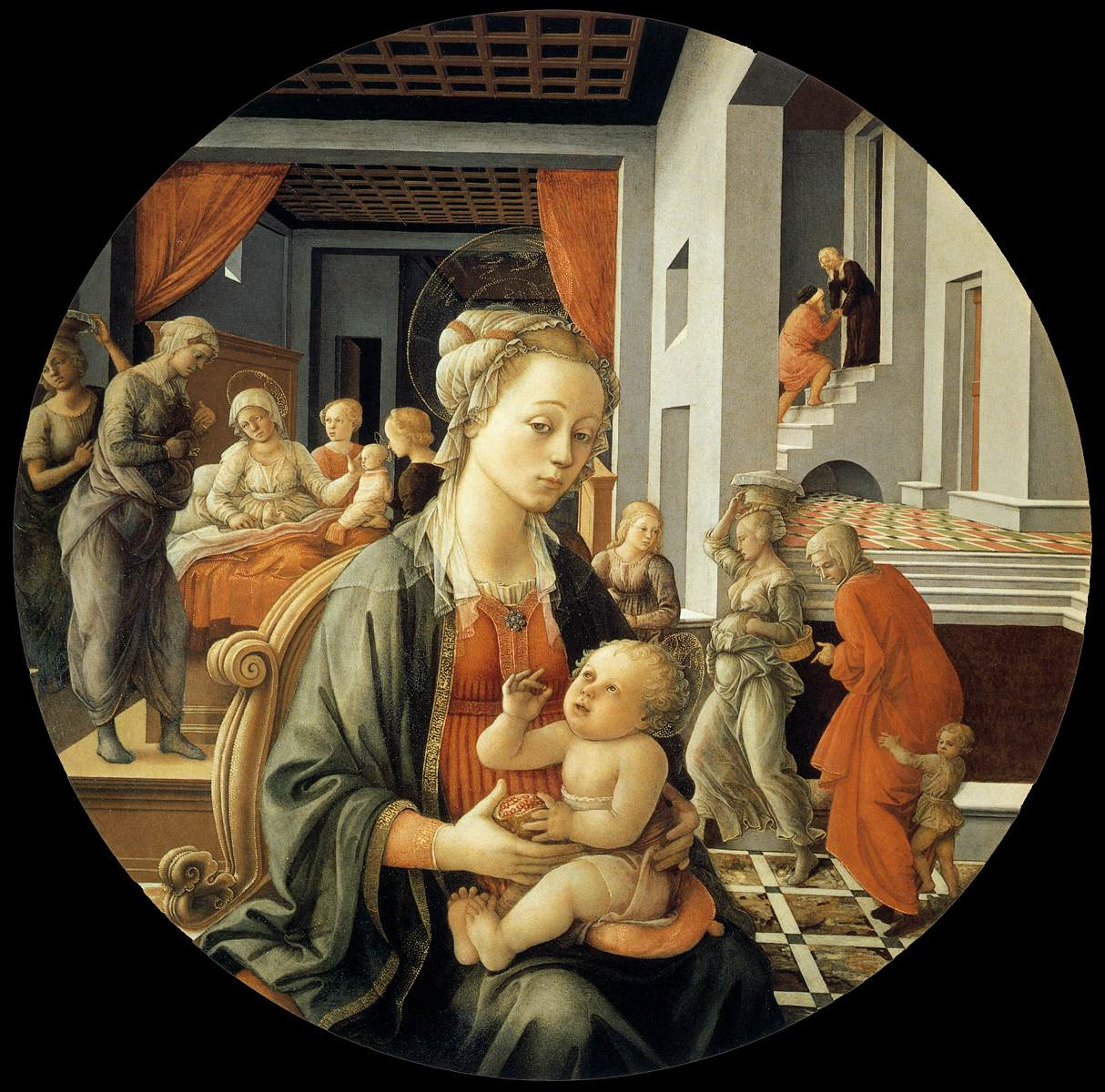
Filippo Lippi: Madonna met kind en scenes uit het leven van Sint-Anna
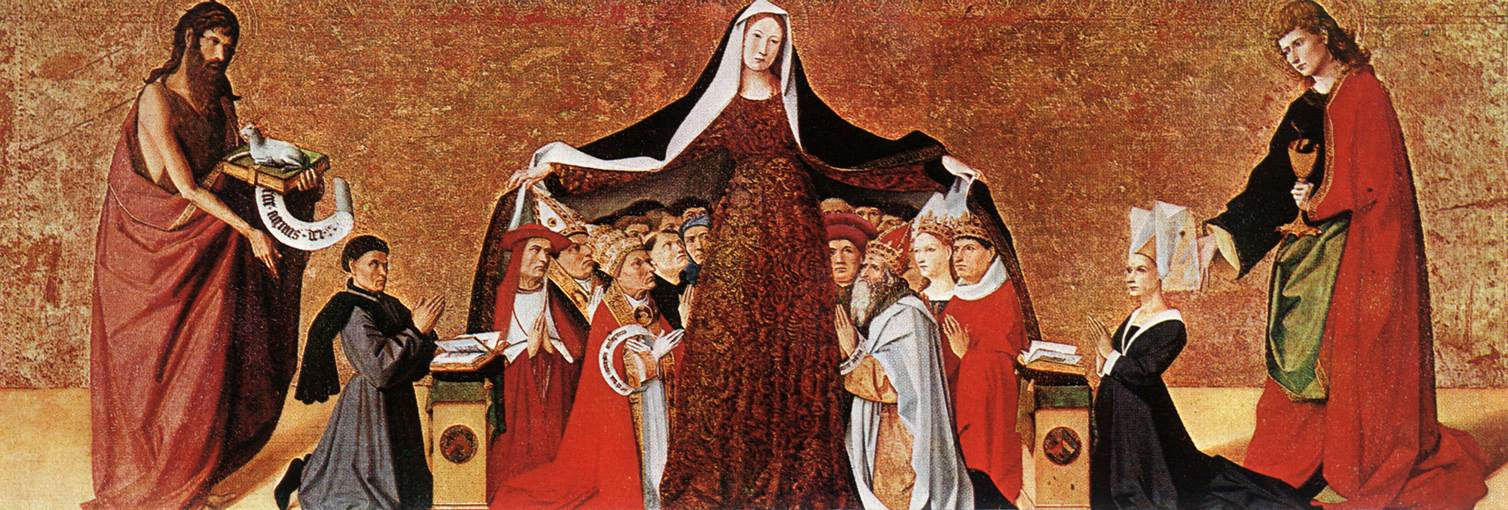
Enguerrand Charonton: Moeder Gods van de Genade

## Opvolging
- Aumale en Elbeuf: Jan VII van Harcourt opgevolgd door zijn dochter Maria en dier echtgenoot Anton van Vaudémont
- Brunswijk-Osterode: Otto II opgevolgd door Albrecht II van Brunswijk-Grubenhagen
- Generalitat de Catalunya: Bertran Samasó opgevolgd door Bernat Guillem Samasó
- Hanau: Reinhard III opgevolgd door Filips I
- Harcourt: Jan VII opgevolgd door zijn dochter Johanna

## Afbeeldingen

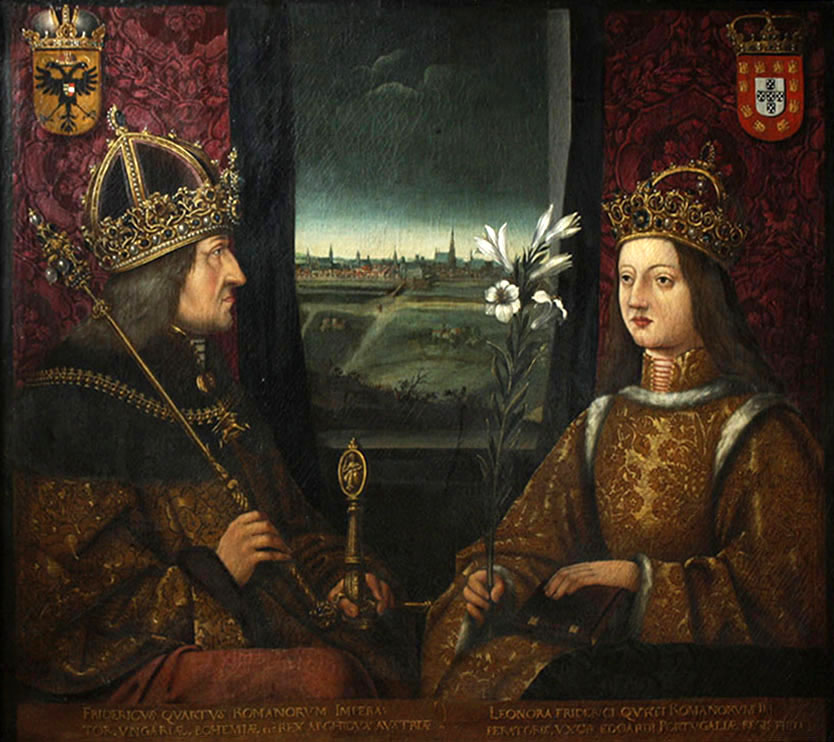
Frederik III en Eleanora van Portugal
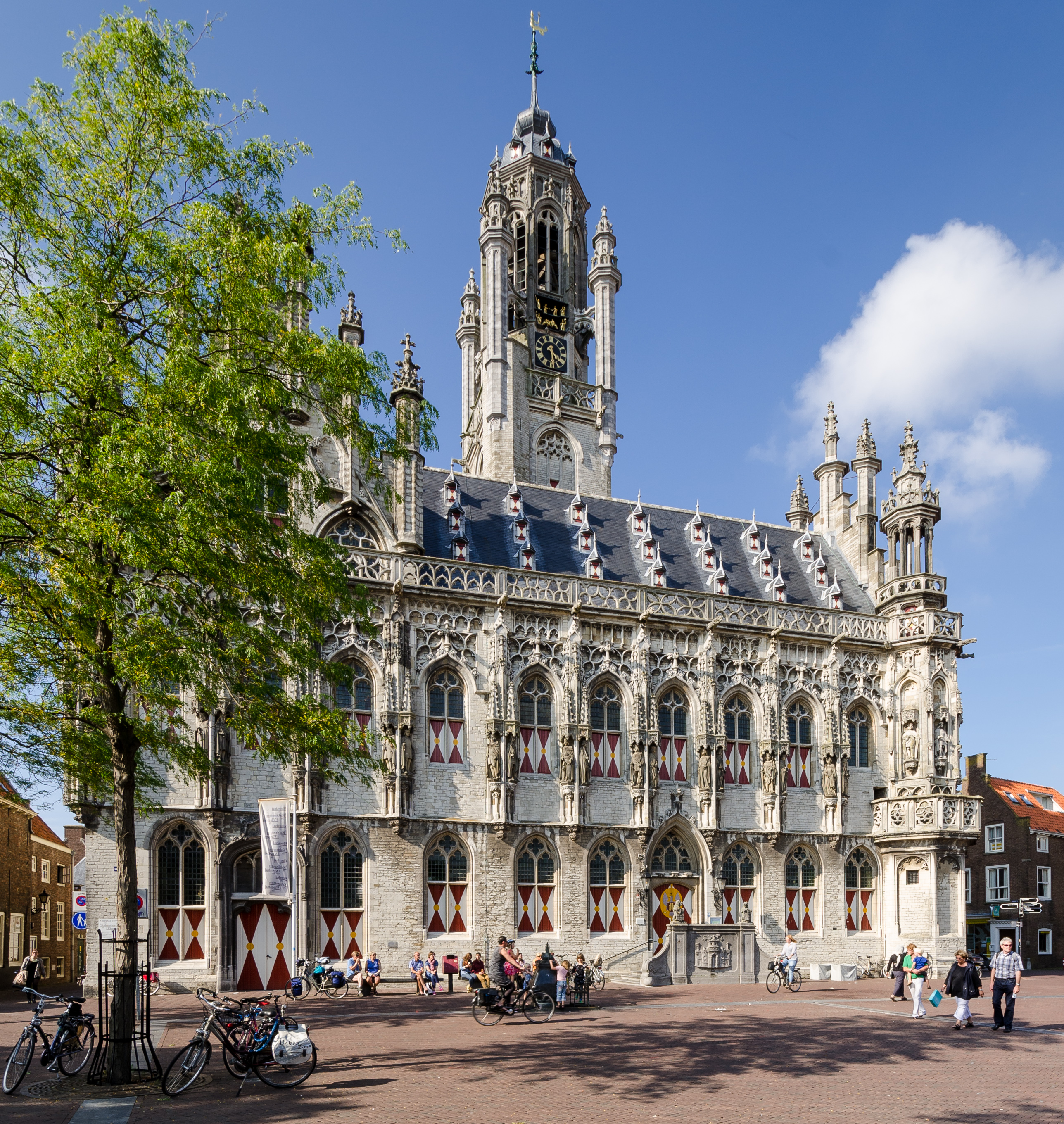
Stadhuis van Middelburg (bouw begonnen 1452)

## Geboren
- 10 maart - Ferdinand II, koning van Aragon (1479-1516)
- 15 april - Leonardo da Vinci, Italiaans kunstenaar en uitvinder
- 18 mei - Piero Soderini, Florentijns politicus
- 25 juli - Robert Willoughby (~67), Engels edelman
- 27 juli - Ludovico Sforza, hertog van Milaan
- 21 september - Girolamo Savonarola, heerser van Florence
- 2 oktober - Richard III, koning van Engeland (1483-1485)
- Francisca van Châtillon, Frans edelvrouw
- Jan III van Glymes, Bourgondisch edelman
- Johanna, Portugees prinses
- Eitel Frederik II van Hohenzollern, Duits edelman (jaartal bij benadering)

## Overleden
- 10 februari - Švitrigaila, groothertog van Litouwen (1430-1432)
- 14 februari - Koenraad VII de Witte (~55), Silezisch edelman
- 14 februari - Aleid ter Poorten (~52), Noord-Nederlands non
- februari - Fortigaire de Plaisance, Bourgondisch prelaat
- 1 april - Jan III van Culemborg (~71), Gelders edelman
- april - Cornelis Sneyssens, Vlaams slager en soldaat
- 24 mei - Dirk van der Merwede (~68), Hollands edelman
- 28 mei - Hendrik X van Chojnów (~25), Silezisch edelman
- 7 juli - Eleanora Cobham (~52), Engels edelvrouw
- 7 september - Jean Wauquelin, Bourgondisch vertaler en schrijver
- 4 oktober - Bolesław II van Teschen, Silezisch edelman
- 24 november - Geertruid ter Poorten, Noord-Nederlands non
- 18 december - Jan VII van Harcourt (~83), Frans edelman
- Cornelis van Bourgondië, Bourgondisch edelman
- Otto II van Brunswijk-Osterode (~56), Duits edelman
- Chöpel Yeshe (~46), Tibetaans geestelijk leider
- Reinhard III van Hanau-Münzenberg, Duits edelman
- Tayisung Khan Toghtoa Bukha (~36), keizer van de Noordelijke Yuan (1433-1452)